# 3つの間奏曲 (ブラームス)
3つの間奏曲（みっつのかんそうきょく、作品117）は、ヨハネス・ブラームスが1892年に作曲したピアノ独奏曲。3曲ともブラームスの晩年の小品の特徴をそなえ、間奏曲らしく比較的テンポが遅めである。そして、単純さと集約性の傾向をよくみせ、対位法を用いている。転調も制限された枠内で行われ、和声も透明になって、一定のリズムに固執する傾向が強くなっている。

## 構成
以下の3曲から成る。
1. アンダンテ・モデラート　変ホ長調
2. アンダンテ・ノン・トロッポ・エ・コン・モルタ・エスプレッシオーネ　変ロ短調
3. アンダンテ・コン・モート　嬰ハ短調